# SCOOP (上北健のアルバム)
『SCOOP』（スクープ）は、上北健が2015年9月9日にJVCケンウッド・ビクターエンタテインメントからリリースした名義変更後1作目のオリジナルアルバムであり、KK名義を含め2作目のオリジナルアルバムである。

## 概要
- 本作は全曲の作詞・作曲を上北本人が手掛けている。
- 初回限定盤はDVD収録付き。

## 収録曲

### DISC 01
1. false color
2. DIARY　
MVは南方研究所が手掛け、全編アニメーション映像である。
3. クロス・ストリート
MVは渡辺タスク(南方研究所)が手掛け、高井つき奈が出演している。
4. Phototaxis
5. ゆらぎ
6. 泣いていたから
7. 緑閃光
8. 本音の手紙
9. アイニイキル
10. ミスト
編曲等はサウンドチームEvergreen Leland Studio（ELS）、MVは渡辺タスクが制作。
テレビ神奈川「MUTOMA」8月度テーマソング
11. 空が繋いだ
12. log
13. COMPASS

### DISC 02
1. ミスト Music Video
2. DIARY Music Video
3. false color Music Video
4. KK Premium Live「僕と君が、前を向くための歌。」Digest Movie
5. SCOOP Making

## 演奏
- 針原翼 (ROZEO EMBLEM)、棚橋“EDDY”テルアキ (前略P)：Sound Produce
- 原島直輝 (ROZEO EMBLEM)：Guitar
- 國友晃司 (ROZEO EMBLEM)：Bass

KK Premium Live サポートミュージシャン
- 上北健：Vocal, Acoustic Guitar
- 針原翼 (ROZEO EMBLEM)：Electric Guitar
- 石本大介：Acoustic Guitar
- 佐藤真吾：Piano
- 國友晃司 (ROZEO EMBLEM)：Bass
- マタノナオヤ (ROZEO EMBLEM)：Drums